# Семиренко, Алексей Иванович
Семиренко Алексей Иванович (7 марта 1928, с. Марьяновка, Бригадировский район, Кременчугский округ, Украинская ССР, ныне в составе Козельщинского района Полтавской области Украины – 19 февраля 2002, Минск) – советский военачальник, генерал-полковник (1981).

## Биография
После окончания школы, в августе 1946 года, начал военную службу, будучи зачисленным курсантом в Харьковское гвардейское танковое училище (лейтенантов). Окончил его в 1949 году. 
С ноября 1946 года служил в 3-й гвардейской танковой дивизии 7-й механизированной (с 1957 года – 7-й танковой) армии Белорусского военного округа: командир танкового взвода в мотоциклетном и разведывательном батальонах, с ноября 1954 года — командир танковой роты, с ноября 1956 – командир учебной роты, я октября 1959 года – заместитель командира учебного танкового батальона, с августа 1960 – командир танкового батальона, с марта 1963 – заместитель командира 18-го гвардейского танкового полка. С августа 1964 года – заместитель командира 178-го учебного танкового полка 47-й гвардейской учебной танковой дивизии также в Белорусском военном округе, а с марта 1965 года – командир этого полка (к тому времени дивизия была переименована в 45-ю гвардейскую учебную танковую дивизию). С сентября 1967 года – заместитель командира 45-й гвардейской учебной танковой дивизии.
В 1970 году окончил Военную академию Генерального штаба Вооружённых Сил СССР имени К. Е. Ворошилова. С июля 1970 года — командир 45-й гвардейской учебной танковой дивизии. С июня 1973 года – первый заместитель командующего 28-й общевойсковой армии Белорусского военного округа. 
С января 1974 года — командующий 7-й танковой армией Белорусского военного округа. С июня 1976 года — первый заместитель командующего войсками Белорусского военного округа. 
С мая 1983 года — первый заместитель начальника Военной академии имени М. В. Фрунзе. С сентября 1984 по март 1985 года был старшим представителем Главнокомандующего Объединёнными Вооружёнными силами государств – участников Варшавского Договора при командующем войсками Западного военного округа Чехословацкой народной армии. 
С июня 1985 года – в запасе.
Скончался 19 февраля 2002 года в Минске. Похоронен на Восточном  кладбище.
Награждён орденом Красной Звезды, другими орденами и медалями СССР.

## Воинские звания
- лейтенант (3.10.1949),
- старший лейтенант (12.12.1951),
- капитан (31.05.1956),
- майор (20.08.1960),
- подполковник (12.12.1964),
- полковник (24.11.1967),
- генерал-майор танковых войск (8.11.1971),
- генерал-лейтенант танковых войск (25.04.1975),
- генерал-полковник (30.10.1981).